# Убиство породице Рокнић
Убиство породице Рокнић или Случај Рокнић је злочин који су у 5. октобра 1991. године у карловачком насељу Сајевац, починили припадници хрватске војске: Жељко Гојак са још неколико непознатих припадника ЗНГ. Они су упали у кућу Србина Марка Рокнића, која се налазила у улици Браће Гојак бр. 120, у Карловцу.
Овај злочин је по свом карактеру је сличан убиству породице Зец у Загребу (7. децембра 1991), и убиству породице Олујић у жупањском селу Церна (17.2.1992).

## Злочин
У овом злочину животе су изгубили Марко Рокнић (40), његова ћерка Данијела Рокнић (14) и Маркова сестра Драгица Нинковић. Док су преживели Маркова супруга Бранка, њихов син Ненад Рокнић (р. 1975) и рођака Ана Гојак. На карловачком подучију ово је био други злочин већих размера. Први је био злочин на Коранском мосту 21. септембра 1991, када је Михајло Храстов са групом припадника ЗНГ убио 13 ненаоружаних резервиста ЈНА, свега две недеље пре овог злочина.

### Позадина
Марко Рокнић, рођен 1951. године у Карловцу. Ту је живео и радио у фабрици ципела "Јосип Краш". Упознао је Хрватицу Бранку у коју се заљубио и венчао. Родила му је двоје деце: сина Ненада (1975) и ћерку Данијелу (1977). Њихов брак је био пример доброг слагања и националне толеранције. Све до почетка ратних дешавања породица Рокнић није имала никаквих проблема са својим комшијама и суграђанима. Били су весела и примерна породица.
Неколико дана пре овог злочина у насељу Сајевац, једна српска кућа је већ била запаљена. У оближњем карловачком насељу "Турањ" већ је постављена линија разграничења између хрватских и српских снага.
Када је почео рат у Хрватској на наговор оца Марка, Ненад и Данијела су почели да пишу дневник, и увече су то читали пред родитељима. Када је у близини њих једна кућа власништво Србина била запаљена, Данијела је написала у дневник како је јако уплашена. А на дан пре убиства записала је следеће:
"Волела бих да сам се родила у неко друго време и на неком другом месту. Пред очима су ми само мртвачке главе"!— Данијела Рокнић, 4.10.1991.

### Убиство
Дан пре овог убиства, 4. октобра 1991. Бранка и Марко Рокнић су стајали код врата капије њиховог дворишта. Ту је наишао њихов комшија Марјан Гојак, који се враћао са посла. Кратко су попричали о свакодневним проблемима, ништа што има везе са ратом и пуцњавом, која се данима раније често могла чути на Сајевцу.
Дан касније, породица Рокнић није напуштала кућу. 5. октобра 1991. око 13 часова Рокнићи су имали рођаке у гостима на ручку: Драгицу Нинковић (Маркова сестра) и тетку Ану Гојак. Оне су живеле у истој улици као и Рокнићи. Врата од капије дворишта породице Рокнић тог дана су била закључана, јер су се бојали да им неко ненајављен не упадне у двориште.
Зачула се пуцњава у дворишту Рокнића, а Марко са својим сином одлази у поткровље, док су жене остале доле у приземљу, мислећи да им нико неће наудити. Услед толике пуцњаве попуцала су сва стакла на кући, а Бранка, Данијела, Драгица и Ана су се склониле испод кухињског стола, збијене једна поред друге. Пас који је у дворишту лајао на странце је убијен. У кућу Рокнића упадају припадници ЗНГ са маскирним униформама. Домаћини препознају своје комшије браћу: Жељка и Марјана Гојака. Марко Рокнић, чувши пуцњаву, силази у приземље куће. Припадници ЗНГ, чим су га спазили, ухватили су га и одмах убили. 
Један гелер гранате која је испаљена на кућу Рокнића погодио је Данијелу Рокнић у леђа и тешко је ранио. Њена мајка је држала у крилу, покушавајући да јој помогне. Молила је Жељка и Марјана да позову хитну помоћ јер је Данијела још давала знаке живота, али они то нису учинили.
Драгица Нинковић је такође молила своје комшије Гојаке да им помогну, подсетивши их да им је пре рата давала бесплатно млеко од њених крава, за ћерке једног од Гојака. Они су одбили било какву помоћ Рокнићима. Тада је Жељко Гојак извадио пиштољ и пуцао Драгици Нинковић у главу. 
Један од припадника ЗНГ је хтео и Бранку Рокнић да упуца, али је Жељко Гојак то спречио рекавши свом колеги: "Пусти је... нека пати сада! То јој је казна што се удала за Србина“.
После тога су припадници ЗНГ напустили кућу Рокнића, а Бранка Рокнић је са Аном Гојак истрчала ван куће, покушавајући да нађе некога са аутом, ко би могао да помогне њеној ћерки Данијели, која је још давала знаке живота, да је одвезе у Карловац. Један комшија је покушао да им помогне, али нису се могли пробити, јер су барикаде већ биле постављене. Тако да су покушали онда до касарне ЈНА у оближње село Каменско, али тај дан нису успели да уђу, јер су трајали напади припадника ЗНГ на касарну ЈНА, пуцало се на све стране.
Тек сутрадан, Бранка је успела да да уђе у касарну ЈНА и војници у је пребацили у село Коларић крај Војнића. За свог сина је била уверена да је и он настрадао. Док је тетка Ана Гојак била заробљена од припадника ЗНГ, па су је вратили кући.
Ненад Рокнић је био дуго времена притајен на тавану своје куће. Тек када се смркло, сишао је доле у приземље куће. Видео је стравичне призоре. Пре него што је напустио породичну кућу Ненад је понео са собом и дневник своје сестре. Узео је свој бицикл и отишао до комшије коме је могао да верује. Тај комшија га је скривао у гаражи два дана, а затим су и они хтели доћи до касарне ЈНА у Каменском. Припадници ЈНА нису знали ко су они па су пуцали на њих, тако да су се вратили назад. Пар дана касније припадници српске територијалне одбране са Кордуна су ишли у "чишћење“. Ту су их пронашли и чули шта се десило, па су Ненада територијалци довели у село Коларић. Бранка и Ненад Рокнић су се срели тек 10. октобра 1991. Исти тај дан су припадници ЈНА сахранили погинуле у кући Рокнића: Марка, Данијелу и Драгицу.

### Злочинци
За овај злочин окривљени су браћа: Жељко Гојак (р. 1962) и Марјан Гојак, и још неколико припадника непознатих ЗНГ.

## Последице
Бранка и Ненад Рокнић су током ратних дешавања били на Кордуну заједно са осталим кордунашким Србима. Сестрин дневник Ненад је дао једној новинарки из Војнића, али она им до данас то није вратила. Августа 1995. када је хрватска војска напала Книнску Крајину, Бранка и Ненад Рокнић су у колонама одвојено кренули ка Србији, јер у време напада није био код куће. Успели су тек у Бијељини да се сретну, после неколико дана. А после су спроведени у Лепосавић у колективни центар, на Космету. Ни ту нису имали мира, јер су пред нападима албанских терориста и НАТО авиона јуна 1999. године морали да побегну. Скрасили су се 2001. године крај Свилајнца. Ненад се оженио и стекао породицу.
Бранка Рокнић је 2006. године ради решавања имовинско-правних односа у вези своје куће требало да докаже да јој ћерка није жива, тј. да донесе умрлицу. Па је у ванпарничком поступку 1. јуна 2006. доказано да је Данијела Рокнић мртва и начин на који је убијена. 
Бранка и Ненад Рокнић су своју причу испричали истражитељима у београдском суду за ратне злочине које је покренуло тужбу, а касније тај предмет и доказе предало хрватском Тужилаштву (ДОРХ).
Карловачка полиција је тек у марту 2010. године почела да озбиљно спроводи криминалистичку истрагу за злочин који се десио 19 година раније. Овај случај је 19 година скриван од хрватске јавности, иако се у српским медијима пуно писало о "карловачком случају Зец“.
Дана 15. априла 2010. године, на Поповића Брду у близини Карловца ексхумирана су тела Марка и Данијеле Рокнић, и Драгице Нинковић. Ексхумација је обављена у присуству истражног судије и патолога, али без преживелих чланова продице Рокнић. Бранка Рокнић је за ту ексхумацију сазнала преко интернета, а онда је обавестила и Српско Тужилаштво за ратне злочине у Београду. Након ексхумације утврђен је механизам озлеђивања и да је смрт била насилна. Затим су Марко, Данијела и Драгица поново сахрањени 1. маја 2010. године, у породичну гробницу на Поповића брду.
Дана 25. маја 2010. године карловачка полиција је ухапсила Жељка Гојака, који је осумњичен за ратни злочин, и одредила му притвор од месец дана. Жупанијски суд у Загребу је подигао оптужницу против Жељка Гојака. Првостепена пресуда је донесена у фебруару 2011. године, и Жељко Гојак је осуђен на девет година затвора. Другостепена пресуда потврђена од Врховног суда Хрватске, па је Жељко Гојак осуђен 1. јуна 2013. године на 9 година затвора.

## Улица Браће Гојак
Данас се у Карловцу, од Турња према истоку, где је некад почела Книнска крајина, налази улица именована по Браћи Гојак.